# Scuderia Ecosse
Ne doit pas être confondu avec Ecurie Ecosse.
Scuderia Ecosse est une écurie de sport automobile écossaise.

## Historique

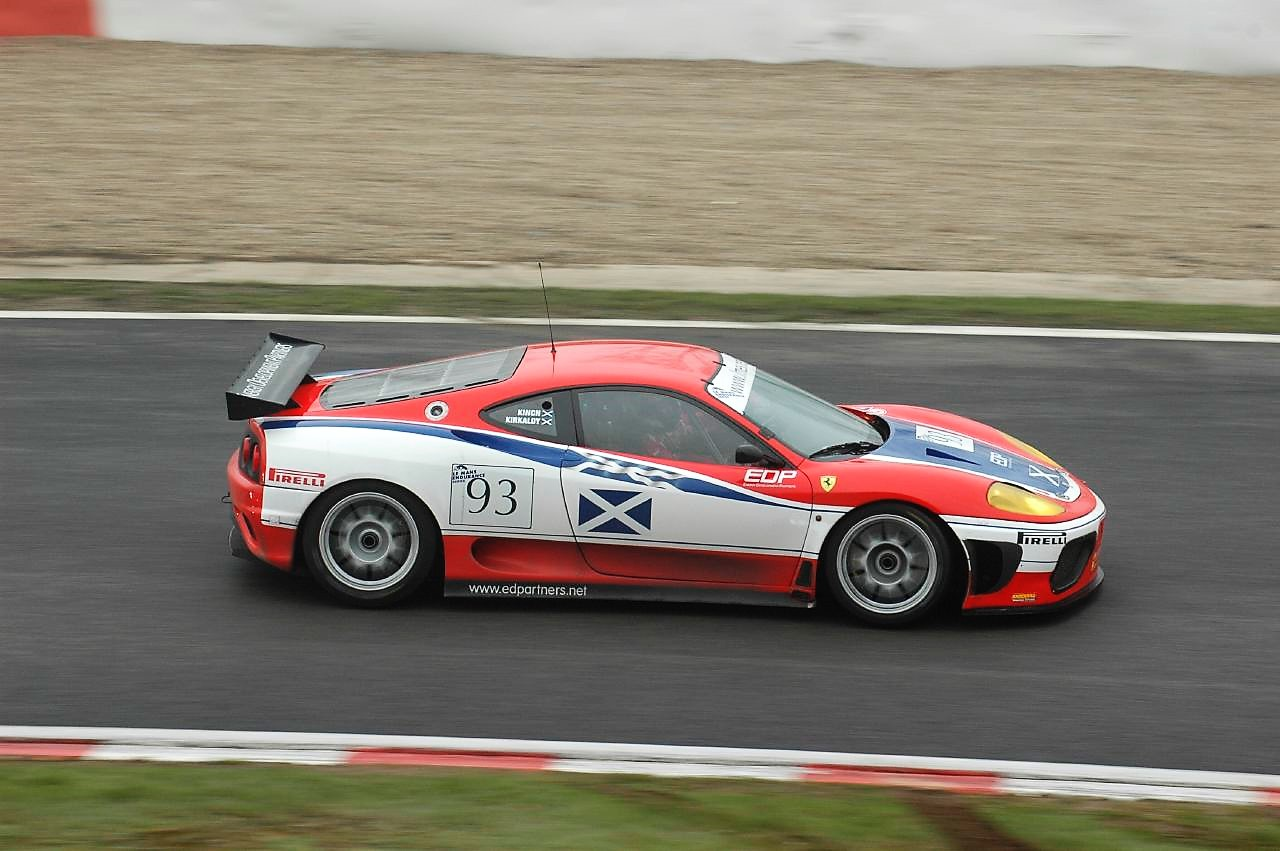
La Ferrari 360 Modena GTC de l'équipe lors des 1 000 kilomètres de Spa 2005.

En 2005, l'écurie participe au championnat British GT (en), ainsi qu'aux Le Mans Endurance Series,. L'équipe participe successivement aux 24 Heures du Mans, ainsi qu'aux 1 000 kilomètres de Spa, sans succès. Au mois de juillet, après s'être élancée de la deuxième place sur la grille de départ, l'équipe remporte la manche de Monza dans la catégorie GT2 avec la Ferrari 360 Modena GTC. En septembre, la Ferrari pilotée par Nathan Kinch et Andrew Kirkaldy remporte les 1 000 kilomètres du Nürburgring en GT2.
En juin 2006, l'écurie engage une Ferrari 360 Modena GTC aux 24 Heures du Mans dans la catégorie GT2. En août, après avoir remporté les deux courses de la manche de Brands-Hatch en British GT, et après avoir réalisé le doublé au Paul Ricard en championnat FIA GT, la Scuderia Corsa s’apprête à disputer la centième course de l'histoire du championnat FIA GT à Dijon.

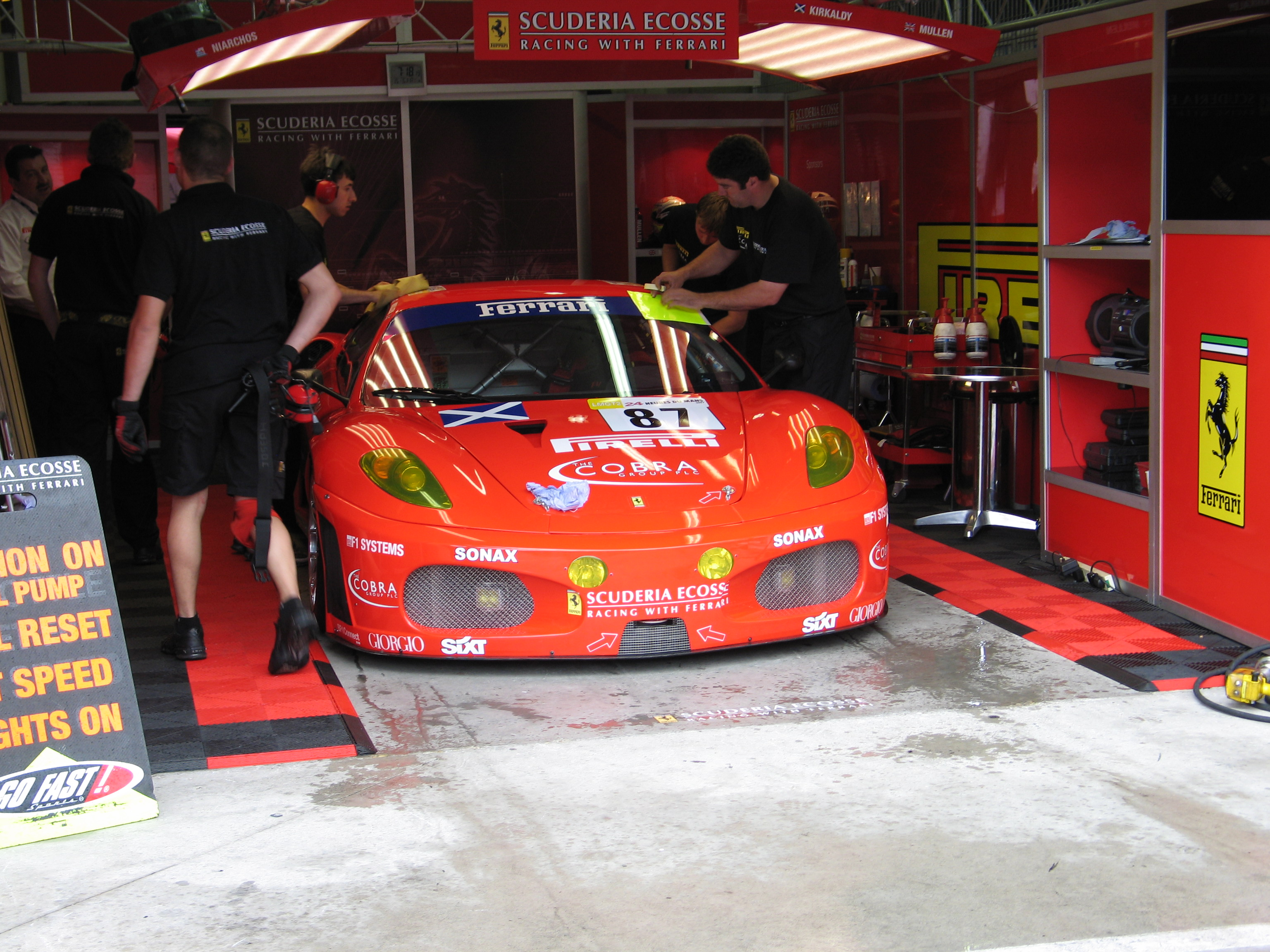
La Ferrari F430 GTC de l'équipe dans son garage lors des 24 heures du Mans 2007.

En 2007, dans la catégorie GT2, la Ferrari F430 GTC de l'équipe prend la pole position lors des 24 Heures du Mans,.
En 2008, l'équipe participe au championnat FIA GT.
Début avril 2009, l'équipe annonce qu'elle arrête ses activités en sport automobile en raison de la crise financière. Stewart Roden team principal préférant s'occuper à plein temps de sa société Bodyshop Repair Business. Il s'exprime : « En même temps que la direction du team Scuderia Ecosse, moi-même et les principaux dirigeants de l’équipe nous occupons également de la gestion d’une société de prestige très prospère, Bodyshop Repair. En conséquence, nous avons une responsabilité morale et financière envers les employés de cette société pour leur assurer que nous sommes à même de diriger la société à travers, ce que tout le monde reconnaît, des temps très difficiles pour l’économie. Je tiens beaucoup à profiter de cette opportunité pour remercier tous ceux qui ont aidé le team et qui ont travaillé avec lui au cours des récentes saisons et en particulier nos sponsors, nos partenaires techniques, nos employés et pour souhaiter à Stéphane, SRO, et toutes les équipes participantes une belle et agréable saison en 2009 ».